# Falcatariella
Falcatariella är ett släkte av fjärilar. Falcatariella ingår i familjen fransmalar.
Kladogram enligt Catalogue of Life:
| Falcatariella | \| \| Falcatariella catalaiella \| \| \| \| \| \| Falcatariella hirsutella \| \| \| \| |
|               | \| \| Falcatariella catalaiella \| \| \| \| \| \| Falcatariella hirsutella \| \| \| \| |
|               | Falcatariella catalaiella                                                              |
|               |                                                                                        |
|               | Falcatariella hirsutella                                                               |
|               |                                                                                        |